# Dekanat Würzburg
Das Dekanat Würzburg ist seit dem 1. Oktober 2021 eines von 9 Dekanaten im römisch-katholischen Bistum Würzburg.
Es entstand im Zuge des Prozesses „Gemeinsam Kirche sein – Pastoral der Zukunft“ durch die Zusammenlegung der ehemaligen Dekanate Würzburg-Stadt, Würzburg links des Mains, Würzburg rechts des Mains, sowie Ochsenfurt.
Das Dekanat gliedert sich in die Pastoralen Räume Bergtheim-Fährbrück, Ochsenfurt, Würzburg links des Mains sowie den Urbanen Raum Würzburg mit den Räumen Würzburg Nord-Ost, Würzburg Nord-West, Würzburg Süd-Ost, Würzburg Süd-West.
Dekan ist Stefan Gessner, koordinierender Pfarrer der Untergliederung Würzburg Süd des Pastoralen Raums Würzburg Süd-Ost. Seine Stellvertreter sind Berthold Grönert, Pfarrer im Pastoraler Raum Würzburg links des Mains, und Matthias Leineweber, Rector ecclesiae der Marienkapelle. Verwaltungssitz ist Würzburg.